# Emília Eduarda
Emília Eduarda Augusta Cruz, mais conhecida por Emília Eduarda (Lisboa, 1 de janeiro de 1843 — Porto, 29 de fevereiro de 1908), foi uma atriz, poetisa, dramaturga, escritora e publicista portuguesa.

## Biografia
Emília Eduarda Augusta nasceu em Lisboa, na freguesia dos Anjos, a 1 de janeiro de 1843, sendo filha de pais incógnitos. Do seu registo de baptismo, ocorrido quando Emília tinha sete meses, consta apenas que foi trazida à igreja por Maria Joaquina, mulher de António Luís, residentes no número 10 da Rua de São Jorge, tendo-lhe a criança sido entregue por uma parteira, de nome Maria do Carmo. Pouco se sabe sobre a sua infância.
Com apenas 13 anos, Emília Eduarda casa-se, a 30 de agosto de 1856, na Igreja de São José, em Lisboa, com o militar Manuel Luís de Sousa, natural de Lisboa e filho de Luís José de Sousa e de sua mulher, Maria Teodora, naturais dos Açores.
Inicia a sua carreira artística aos 14 anos, como atriz amadora, no Teatro Terpsicore, da Rua da Conceição à Praça das Flores (desde 1911 Rua de Marcos Portugal), na companhia do ator Freitas Brito e do ator Leoni. Desempenha, com sucesso, papéis de diversos géneros nas comédias Homem de Ouro, em 3 atos, de Mendes Leal, Útil e Agradável e Moleira de Marly, ambas em 1 ato. Por motivos profissionais, o marido vai para a Ilha de São Tomé, onde falece no Hospital da Misericórdia, em 1859.

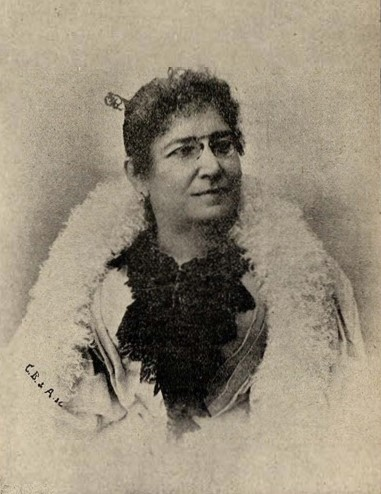
Retrato de Emília Eduarda (Revista Theatral, 15 de maio de 1896).

Por ocasião da sua viuvez, com apenas 16 anos, escritura-se no Teatro Gymnasio a convite do Actor Taborda, onde se estreia como profissional na noite de 1 de outubro de 1861, na comédia A Esposa Deve Acompanhar o seu Marido, tradução de Júlio César Machado, onde obteve grande sucesso. No mesmo ano, estreia-se no palco do Teatro D. Fernando, na peça O Moinho das Tílias, traduzido do francês e com música de Maillart. Esteve algum tempo no Gymnasio, passando pelo Teatro das Variedades e pelo Teatro do Príncipe Real, quando este era explorado pela Companhia Francisco Viana Ruas, em 1865. Daqui transitou para o Teatro da Rua dos Condes e deste para o Teatro Nacional D. Maria II, seguindo-se uma digressão à Madeira e Açores. Dali regressa ao continente, fixando-se no Porto, onde representa dramas, comédias e farsas, enquanto esteve escriturada nas companhias dos empresários António Moutinho de Sousa, Augusto Garraio, Alves Rente, José Ricardo e Carlos Alberto.
Do seu período áureo no Porto, são marcantes as suas atuações em Teresa Raquin, de Émile Zola; Médico à Força, comédia em 5 atos de Molière e com arranjo de António Feliciano de Castilho; Bocácio, opereta cómica em 3 atos, traduzida por Eduardo Garrido, música de Frédéric de Suppé; A Boneca, ópera cómica em 3 atos e 5 quadros de Maurice Ordonneau, tradução Acácio Antunes e António de Sousa Bastos, música de Edmond Audran; O Testamento da Velha, farsa, e O Solar dos Barrigas, ópera cómica, ambas da autoria de Gervásio Lobato e D. João da Câmara, música de Ciríaco Cardoso. Foi presença assídua nos palcos do Teatro Baquet, Teatro Carlos Alberto e Teatro do Príncipe Real.
Foi a primeira mulher a escrever uma revista, em 1886, intitulada Cartas na Mesa, uma revista especificamente portuense. Deixou ainda inúmeras comédias como O Sobrinho da América, O Sentinela, Tripas à revolução, a sátira em três atos O Processo de El-Rei Dinheiro, a opereta O Senhor e a Senhora Diniz ou a revista O Diabo a Quatro, tendo ainda traduzido muitas outras, como Mulher de Fogo e História de Um Crime. Emília Eduarda também escreveu Contos Simples (1895), que contou com um prefácio de D. João da Câmara, assim como poesia, sendo sua a primeira poesia que António Pedro recitou em público.
Em 1895, acompanhou a companhia do empresário Afonso Taveira ao Brasil, onde foi bem recebida. A sua última peça foi a revista Ramerrão, em 1900, de Acácio Paiva, Esculápio e Ciríaco Cardoso, apresentada 3 vezes.

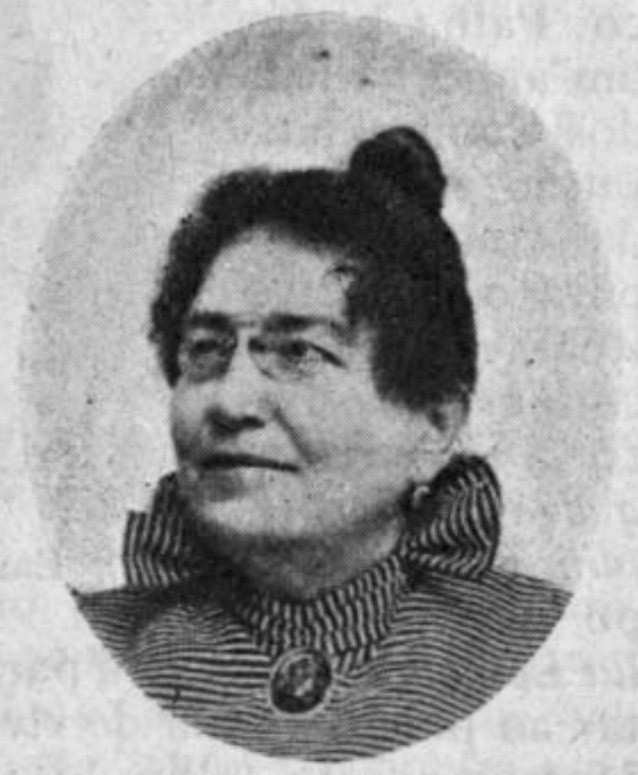
Retrato de Emília Eduarda (Diccionario do theatro portuguez, 1908).

Volta a casar aos 58 anos, a 26 de janeiro de 1901, na Igreja de Santo Ildefonso, no Porto, com o abastado comerciante Francisco Casimiro de Magalhães Cruz, quinze anos mais novo, solteiro, natural de São João do Souto e filho do médico António Policarpo Cardoso Cruz e de sua mulher Francisca Amália de Magalhães, naturais da mesma freguesia.
Emília Eduarda era considerada muito espirituosa e essa característica é notória nos contos, recordações de teatro e monólogos que deixou em diversos jornais e publicações literárias. António de Sousa Bastos, empresário teatral, na sua obra Recordações do Teatro, cita e reconstrói diálogos entre o casal Emília e Francisco.
A 29 de fevereiro de 1908, no Porto, é vitimada por uma congestão cerebral, no palco do Salão da Porta do Sol, no final do Festival do Centro Académico em honra da Tuna Escolar Salamantina, quando acabava de recitar, envolta na capa de um estudante, a canção do Engeitado, da autoria de Angelina Vidal. Acabaria por falecer em casa, o número 215 da Rua de Santa Catarina, freguesia de Santo Ildefonso, em plena Baixa do Porto, às 16 horas e meia. Contava 65 anos de idade e nunca teve filhos. Cumpria-se o poema que tinha improvisado numa récita de estudantes: "Se a morte negra e irada // me levasse neste instante // queria ser embrulhada // na capa d'um estudante". Embora já afastada do teatro, a notícia do seu falecimento foi muito sentida no Porto e em Lisboa, onde representou durante quase toda a sua vida, tendo participado de quase todas as festas de caridade que se realizaram. Na edição de 20 de março de 1908, da revista O Occidente, a propósito do falecimento de Emília Eduarda, pode ler-se: "A actriz Emilia Eduarda, que faleceu no Porto em 29 de fevereiro ultimo, é das que pertence às paginas mais brilhantes da historia do teatro português, pelo muito que nelle se distinguiu."
Foi sepultada no Cemitério de Agramonte, num jazigo embelezado com uma estátua da autoria de Teixeira Lopes, denominada O Sono da Inocência.
Por edital de 14 de maio de 1979, foi atribuído o seu nome a uma artéria da freguesia da Penha de França que era o arruamento de ligação entre a Rua C à Rua Veríssimo Sarmento e a Rua Coronel Ferreira do Amaral. Tem também uma rua com o seu nome em Charneca de Caparica.